# Biljartbal

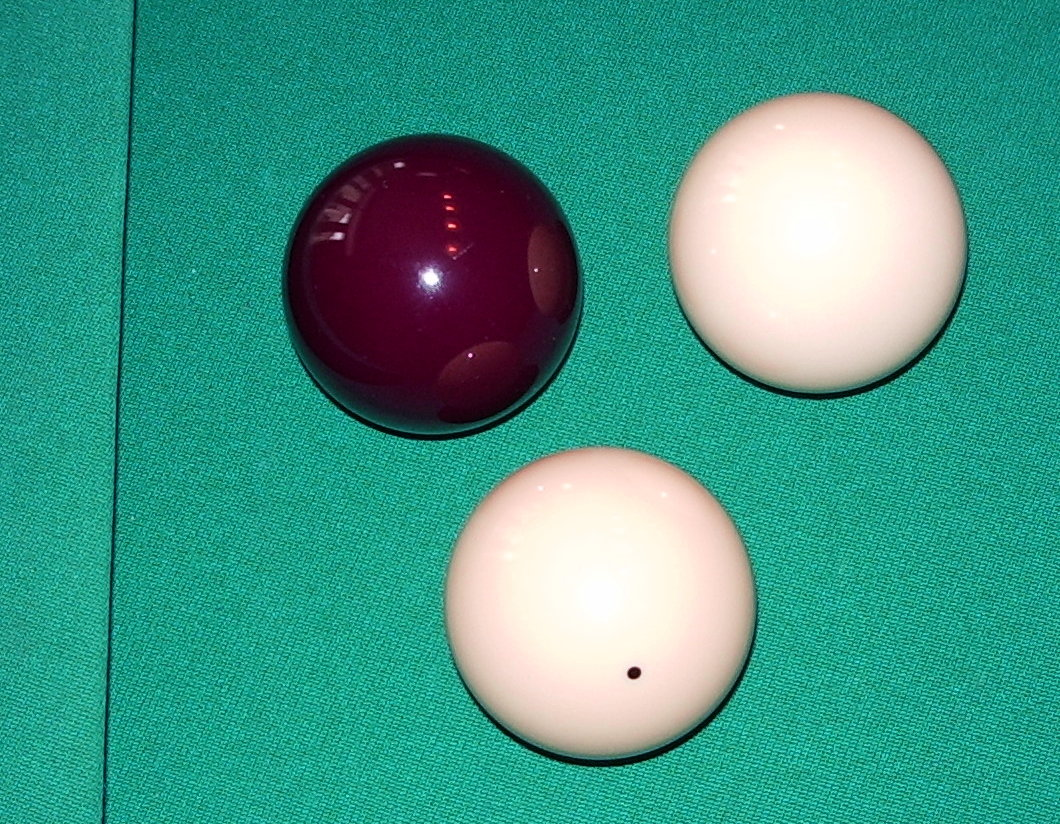
Carambole biljartballen

Een biljartbal van het carambolebiljart is een bal met een middellijn van ongeveer 61,5 mm en een gewicht tussen 205 en 220 gram waarbij de in een partij te gebruiken ballen onderling niet meer dan 1 gram in gewicht mogen verschillen. Een partij wordt gespeeld met drie ballen die oorspronkelijk van hout en sinds 1800 van ivoor waren en nu uitsluitend synthetisch worden vervaardigd.

## Kleur van de drie ballen in een carambolebiljartpartij
- Een van de ballen is volledig wit.
- De tweede bal is wit en gemarkeerd met twee diametraal tegenover elkaar liggende zwarte stippen of volledig geel gekleurd om onderscheid te maken met de volledig witte bal.
- De derde bal is volledig rood en mag slechts als aanspeelbal en niet als speelbal gebruikt worden.

## Bijzondere eigenschappen
De meest gebruikte ballen op officiële wedstrijden zijn van de Belgische firma Saluc onder de merknaam Aramith®. Bij driebanden wordt de laatste tijd vaak gebruikgemaakt van 'spotted balls'. Op de gele en de witte bal zijn 6 dikke rode stippen aangebracht om het 'spektakel voor het publiek' te vergroten, door het effect dat door de speler aan de speelbal is gegeven zichtbaar te maken.